# 比洛韋日德魯吉
51°0′27″N 32°45′6″E / 51.00750°N 32.75167°E
比洛韋日德魯吉（烏克蘭語：Біловежі Другі），是烏克蘭北部的村莊，隸屬切爾尼希夫州的尼任區。該村始建於1766年，面積0.53平方公里，海拔高度135米，2006年人口8，人口密度每平方公里15.18人。